# Casa Ibarz Bernat
La casa Ibarz Bernat és un edifici situat al carrer de la Diputació, 248 al barri de la Dreta de l'Eixample de Barcelona, com a bé cultural d'interès local.

## Història
Va ser projectada per l'arquitecte Salvador Soteras i Taberner, i construïda entre 1901 i 1904. Erròniament, però, ha estat atribuïda a Joaquim Bassegoda i Amigó, autor de la veïna casa Berenguer (Diputació, 246), i identificada com a casa Clapés.

## Descripció
Consta de planta baixa, principal i tres pisos més, cobert amb terrat.
La façana presenta tres cossos verticals clarament definits, a través de la disposició de les finestres i balcons del tram central i les tribunes dels laterals. Presenta un seguit d'elements decoratius i estructurals menys convencionals que en fan un dels millors testimonis constructius del període modernista en l'obra de Soteras i Taberner.
L'accés al vestíbul es produeix per la portalada central, la qual destaca per la decoració de la rosca de l'arc amb motius vegetals i que es veu completada amb dos grans escultures al·legòriques adossades a sengles costats, que es configuren com grans mènsules que sostenen el voladís del balcó de la planta principal. A l'esquerra se situa la figura d'Hermes, al·legoria del comerç i a la dreta Ceres, al·legoria de l'agricultura. A banda i banda de la portalada hi ha dues parelles de portes amb arc de mig punt que donen accés a les botigues de la planta baixa, actualment sense ús.
A la planta principal es desenvolupa -tal com apuntàvem- un balcó corregut en voladís amb barana de pedra de traceria calada, on s'obren tres finestres amb llinda motllurada mixtilínia. La finestra central queda flanquejada -tal com succeeix amb la porta de la planta baixa- per dues escultures al·legòriques, en aquest cas de la indústria i la navegació i que sostenen el balcó del segon pis. Tant el balcó corregut de la planta principal com del segon pis queden flanquejats a sengles costats per una galeria que permet desenvolupar al tercer pis un balcó corregut de costat a costat de la façana amb barana de ferro.
Les finestres d'aquest nivell es coronen amb un element mixtilini a manera de dosser lobulat que configuren la base dels balcons corbs del darrer nivell, que disposen de barana de ferro. Aquest darrer pis es localitza a sota del nivell de coberta i es clou amb una cornisa correguda. Els cossos laterals de la façana recuperen la seva rellevància arquitectònica a aquest pis on es disposa novament una tribuna -en aquest cas prismàtica de vidre i fusta- coronada per un ràfec que sobresurt lleugerament de la cota de coberta de l'edifici
Originalment, la finca disposava d'uns aguts pinacles ceràmics que arrencaven de les tribunes del darrer pis i que, juntament amb la resta del coronament, haurien estat mutilats.

## Galeria d'imatges

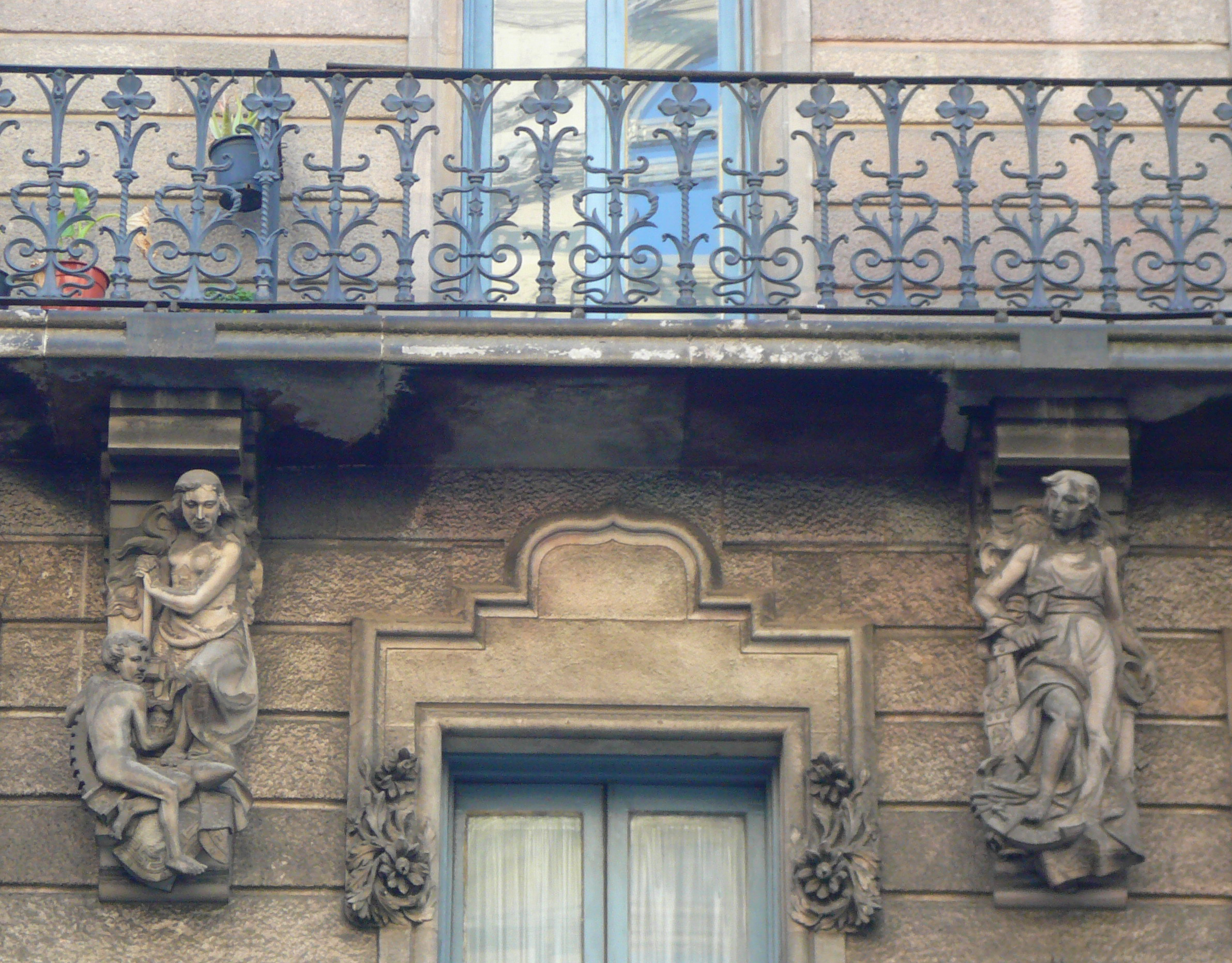
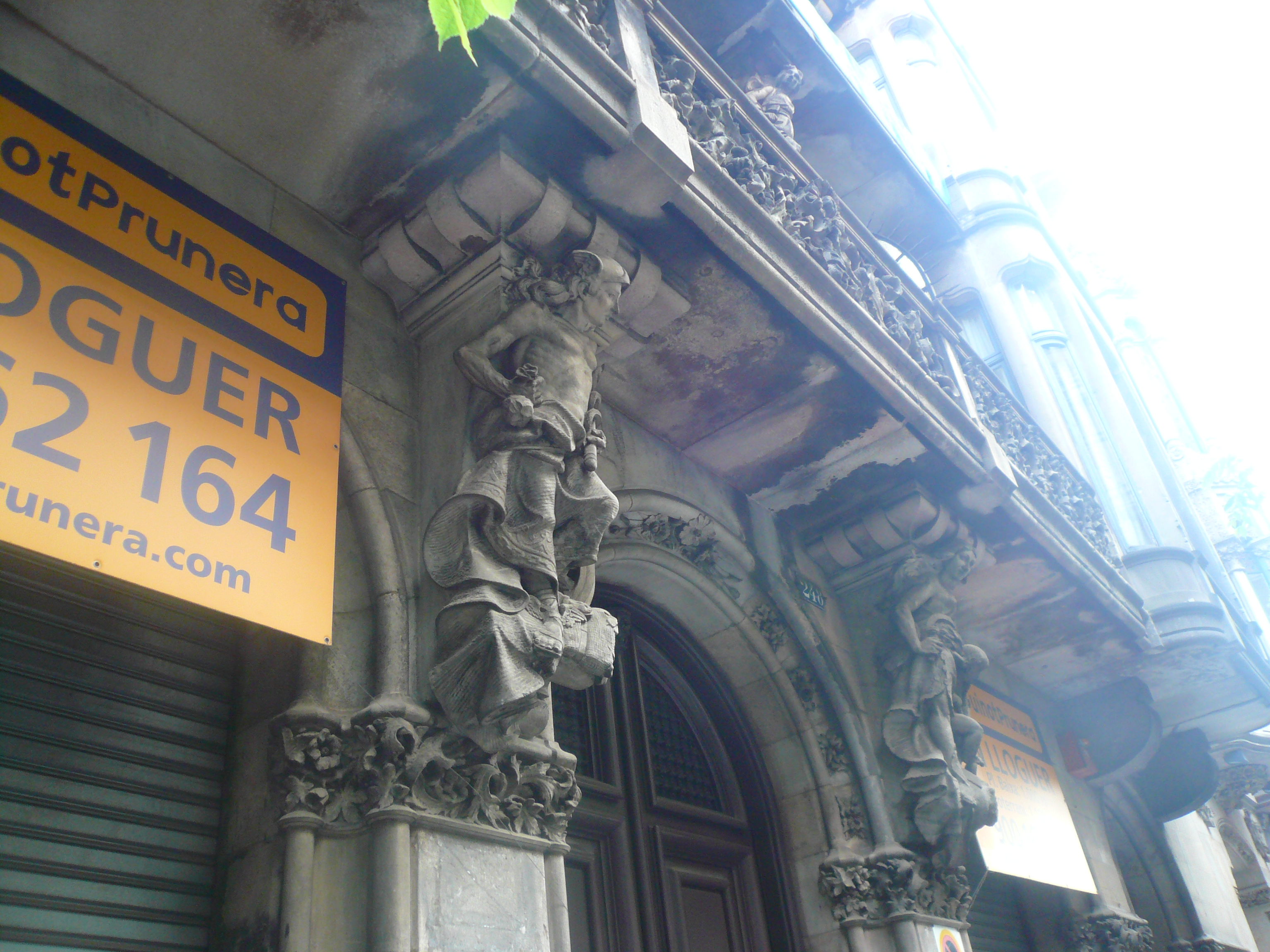
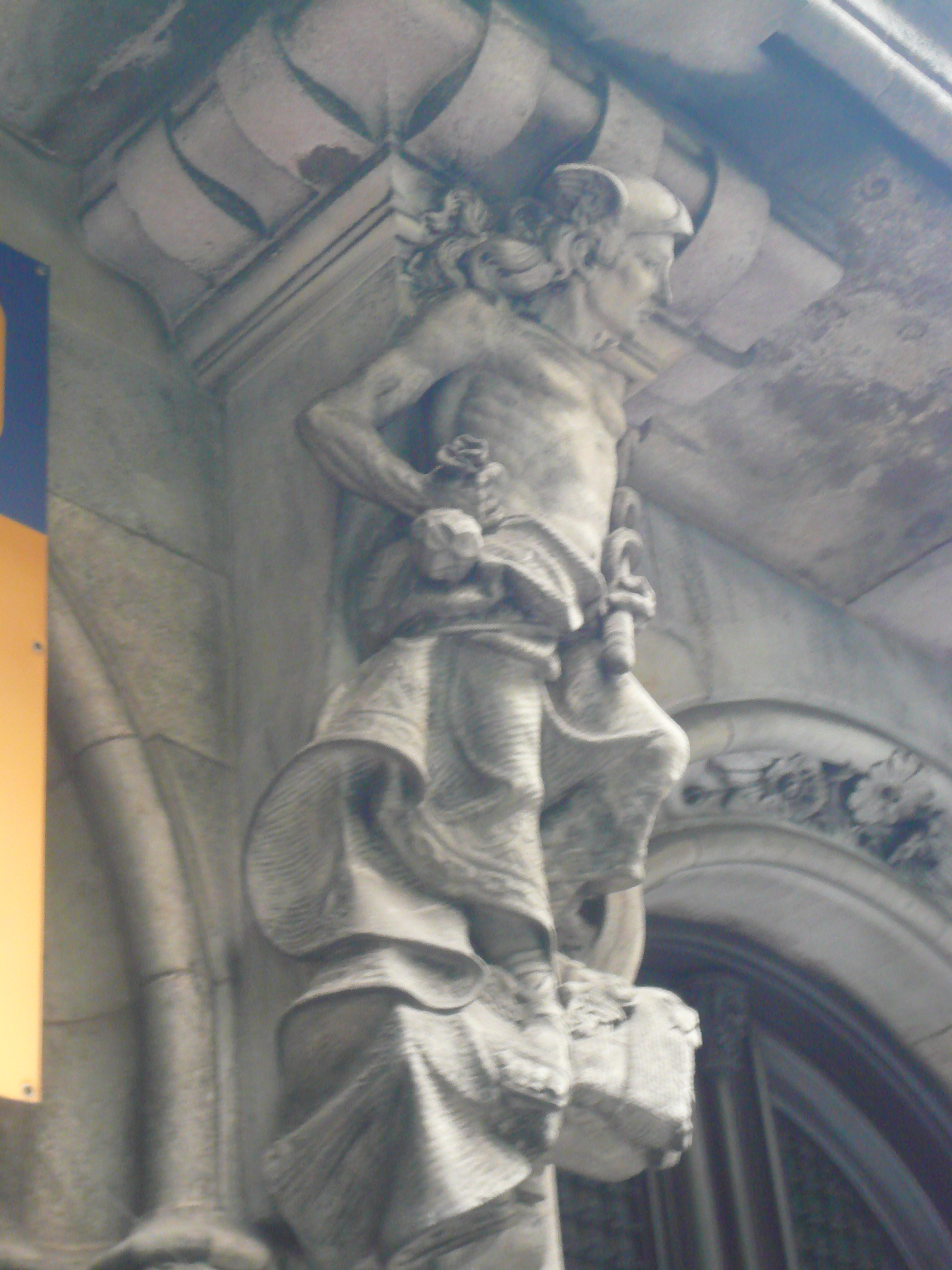
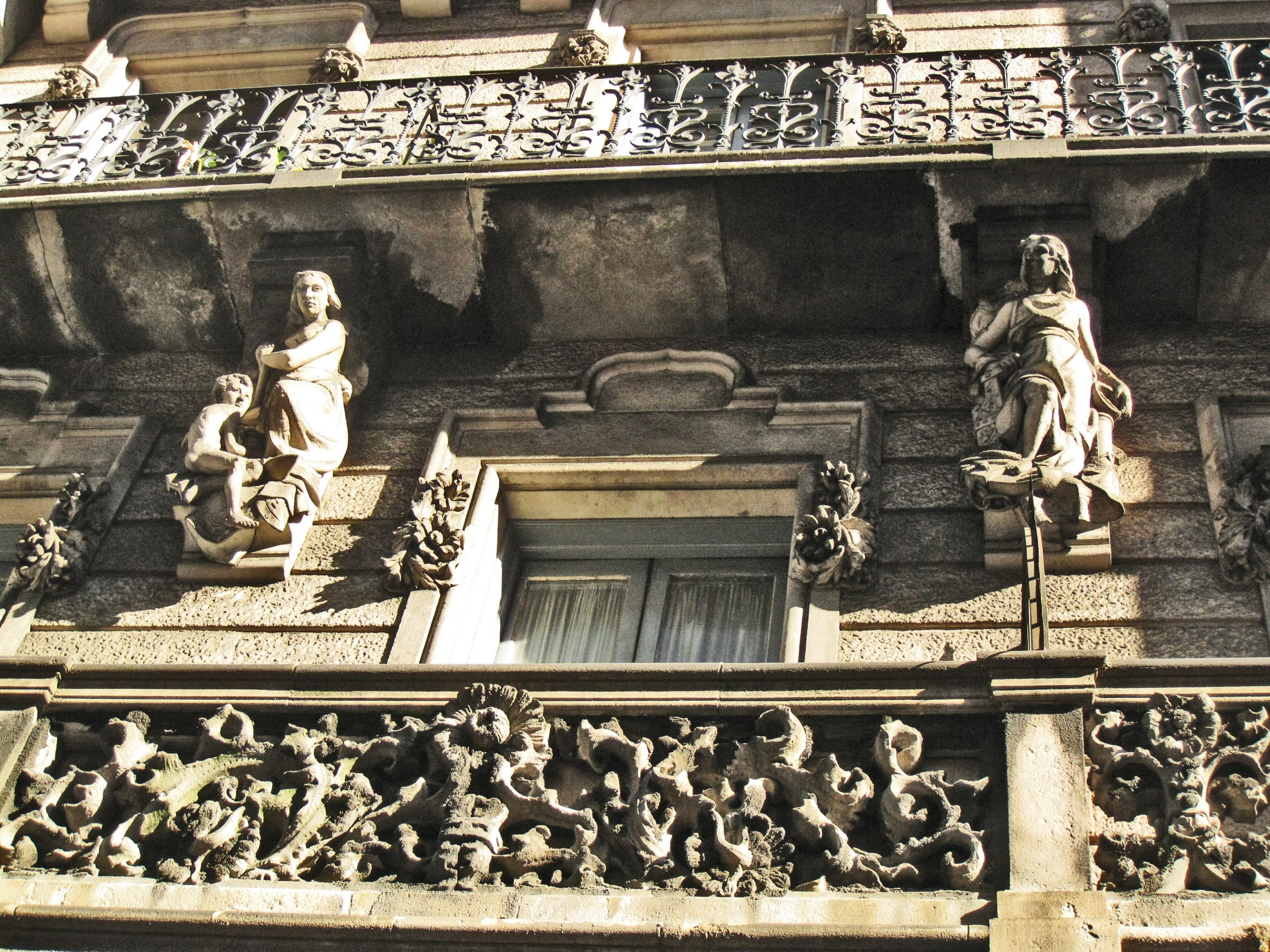
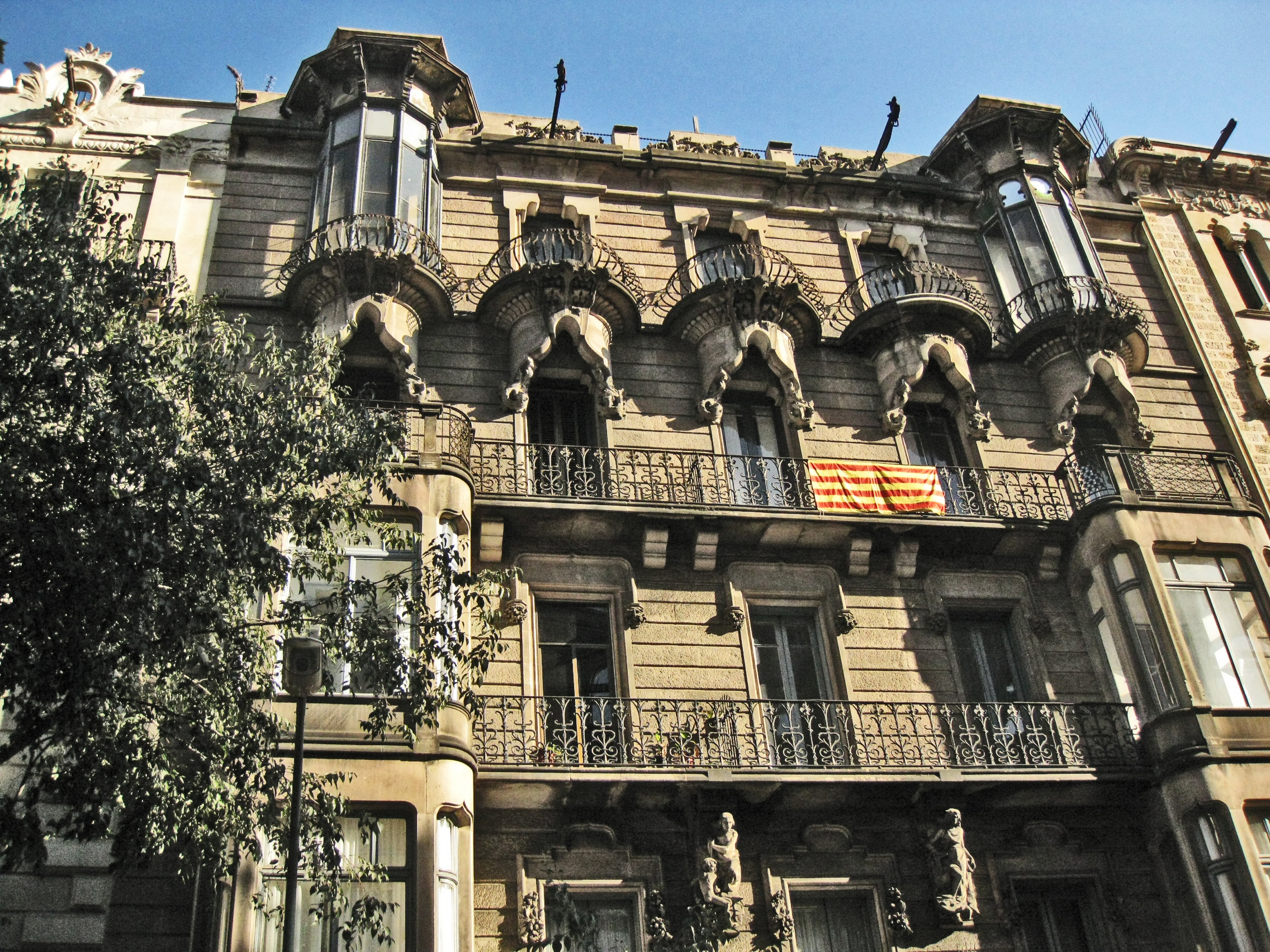